# Suuremõisa (Muhu)
Suuremõisa (Duits: Mohn-Großenhof) is een plaats in de Estlandse gemeente Muhu, provincie Saaremaa. De plaats heeft de status van dorp (Estisch: küla).

## Bevolking
Het dorp had 16 inwoners op 31 december 2011 en 45 inwoners op 31 december 2021.

## Ligging
Ten zuiden van het dorp ligt het natuurpark Suuremõisa lahe maastikukaitseala (3,5 km²).

## Geschiedenis
In Suuremõisa lag de kern van het landgoed Mohn-Großenhof (Mohn, de Duitse naam voor Muhu, werd toegevoegd om het landgoed te onderscheiden van Großenhof op het eiland Hiiumaa). In de middeleeuwen lag de kern van het landgoed op de plaats waar nu het dorp Vanamõisa ligt, ten noordwesten van Suuremõisa. In 1626 werd het landgoed verplaatst in zuidelijke richting. Daar lag het dorp Ennenküll; die naam raakte na de verhuizing in onbruik. Het landgoed was een kroondomein, dat achtereenvolgens toebehoorde aan de Deense koning, de Zweedse koning en de Russische tsaar. In de tweede helft van de 19e eeuw werd ook een dorp Suuremõisa (of Großenhof) genoemd. Op het eind van de 19e eeuw werd het grootste deel van het landgoed opgedeeld onder de boeren die erop werkten.
Het buurdorp Laheküla werd in 1977 bij Suuremõisa gevoegd. In 1997 werd het weer een zelfstandig dorp.